# ساروس خورشیدی ۱۴۱
ساروس ۱۴۱ دوره‌ای زمانی با چرخه‌ای حدود ۱۸ سال و ۱۱ روز و ۸ ساعت (تقریباً ۶۵۸۵ و یک سوم روز) است که شامل ۷۰ خورشیدگرفتگی می‌شود.

## رخدادها
| ساروس | عضو | تاریخ                              | زمان (بزرگ‌ترین) ساعت هماهنگ جهانی | نوع    | مکان طول و عرض جغرافیایی | گاما    | قدر    | گُستره (km) | مدت زمان (دقیقه: ثانیه) | منبع |
| ----- | --- | ---------------------------------- | --------------------------------- | ------ | ------------------------ | ------- | ------ | ---------- | ----------------------- | ---- |
| ۱۴۱   | ۱   | ۱۹ مه ۱۶۱۳                         | ۱۷:۴۳:۳۶                          | جزئی   | 63.3N 137.6E             | 1.5171  | 0.0712 |            |                         |      |
| ۱۴۱   | ۲   | ۳۱ مه ۱۶۳۱                         | ۰:۲۵:۳۸                           | جزئی   | 64.1N 27.6E              | 1.4433  | 0.1996 |            |                         |      |
| ۱۴۱   | ۳   | ۱۰ ژوئن ۱۶۴۹                       | ۷:۰۲:۳۷                           | جزئی   | 65N 81.5W                | 1.3657  | 0.3345 |            |                         |      |
| ۱۴۱   | ۴   | ۲۱ ژوئن ۱۶۶۷                       | ۱۳:۳۶:۰۷                          | جزئی   | 65.9N 170.1E             | 1.2858  | 0.4732 |            |                         |      |
| ۱۴۱   | ۵   | ۱ ژوئیه ۱۶۸۵                       | ۲۰:۰۶:۰۷                          | جزئی   | 66.9N 62.2E              | 1.203   | 0.6163 |            |                         |      |
| ۱۴۱   | ۶   | ۱۴ ژوئیه ۱۷۰۳                      | ۲:۳۶:۳۴                           | جزئی   | 67.9N 46.3W              | 1.1206  | 0.758  |            |                         |      |
| ۱۴۱   | ۷   | ۲۴ ژوئیه ۱۷۲۱                      | ۹:۰۶:۵۵                           | جزئی   | 68.9N 155.2W             | 1.0382  | 0.899  |            |                         |      |
| ۱۴۱   | ۸   | ۴ اوت ۱۷۳۹                         | ۱۵:۴۰:۵۶                          | حلقه‌ای | 79.9N 42.9E              | ۰٫۹۵۸۸  | ۰٫۹۴۰۸ | ۸۰۱        | ۳ دقیقه و ۵۹ ثانیه      |      |
| ۱۴۱   | ۹   | ۱۴ اوت ۱۷۵۷                        | ۲۲:۱۶:۴۵                          | حلقه‌ای | 71.6N 113.5W             | ۰٫۸۸۰۷  | ۰٫۹۴۰۷ | ۴۶۷        | ۴ دقیقه و ۳۶ ثانیه      |      |
| ۱۴۱   | ۱۰  | ۲۶ اوت ۱۷۷۵                        | ۴:۵۹:۴۰                           | حلقه‌ای | 61.3N 132E               | ۰٫۸۰۸۸  | ۰٫۹۳۹۱ | ۳۸۳        | ۵ دقیقه و ۱۶ ثانیه      |      |
| ۱۴۱   | ۱۱  | ۵ سپتامبر ۱۷۹۳                     | ۱۱:۴۷:۲۴                          | حلقه‌ای | 51.7N 23E                | ۰٫۷۴۰۷  | ۰٫۹۳۷  | ۳۴۷        | ۶ دقیقه و ۲ ثانیه       |      |
| ۱۴۱   | ۱۲  | ۱۷ سپتامبر ۱۸۱۱                    | ۱۸:۴۳:۴۵                          | حلقه‌ای | 43N 85.9W                | ۰٫۶۷۹۸  | ۰٫۹۳۴۵ | ۳۳۰        | ۶ دقیقه و ۵۱ ثانیه      |      |
| ۱۴۱   | ۱۳  | ۲۸ سپتامبر ۱۸۲۹                    | ۱:۴۶:۵۳                           | حلقه‌ای | 34.9N 164.3E             | ۰٫۶۲۴۳  | ۰٫۹۳۱۷ | ۳۲۳        | ۷ دقیقه و ۴۳ ثانیه      |      |
| ۱۴۱   | ۱۴  | ۹ اکتبر ۱۸۴۷                       | ۹:۰۰:۲۳                           | حلقه‌ای | 27.7N 52.8E              | ۰٫۵۷۷۴  | ۰٫۹۲۹  | ۳۲۳        | ۸ دقیقه و ۳۵ ثانیه      |      |
| ۱۴۱   | ۱۵  | ۱۹ اکتبر ۱۸۶۵                      | ۱۶:۲۱:۱۴                          | حلقه‌ای | 21.3N 60.2W              | ۰٫۵۳۶۶  | ۰٫۹۲۶۳ | ۳۲۶        | ۹ دقیقه و ۲۷ ثانیه      |      |
| ۱۴۱   | ۱۶  | ۳۰ اکتبر ۱۸۸۳                      | ۲۳:۵۰:۵۴                          | حلقه‌ای | 15.6N 174.9W             | ۰٫۵۰۳   | ۰٫۹۲۳۸ | ۳۳۱        | ۱۰ دقیقه و ۱۷ ثانیه     |      |
| ۱۴۱   | ۱۷  | خورشیدگرفتگی ۱۱ نوامبر ۱۹۰۱        | ۷:۲۸:۲۱                           | حلقه‌ای | 10.8N 68.9E              | ۰٫۴۷۵۸  | ۰٫۹۲۱۶ | ۳۳۶        | ۱۱ دقیقه و ۱ ثانیه      |      |
| ۱۴۱   | ۱۸  | خورشیدگرفتگی ۲۲ نوامبر ۱۹۱۹        | ۱۵:۱۴:۱۲                          | حلقه‌ای | 6.9N 48.9W               | ۰٫۴۵۴۹  | ۰٫۹۱۹۸ | ۳۴۱        | ۱۱ دقیقه و ۳۷ ثانیه     |      |
| ۱۴۱   | ۱۹  | خورشیدگرفتگی ۲ دسامبر ۱۹۳۷         | ۲۳:۰۵:۴۵                          | حلقه‌ای | 4N 167.8W                | ۰٫۴۳۸۹  | ۰٫۹۱۸۴ | ۳۴۴        | ۱۲ دقیقه و ۰ ثانیه      |      |
| ۱۴۱   | ۲۰  | خورشیدگرفتگی ۱۴ دسامبر ۱۹۵۵        | ۷:۰۲:۲۵                           | حلقه‌ای | 2.1N 72.2E               | ۰٫۴۲۶۶  | ۰٫۹۱۷۶ | ۳۴۶        | ۱۲ دقیقه و ۹ ثانیه      |      |
| ۱۴۱   | ۲۱  | خورشیدگرفتگی ۲۴ دسامبر ۱۹۷۳        | ۱۵:۰۲:۴۴                          | حلقه‌ای | 1.1N 48.5W               | ۰٫۴۱۷۱  | ۰٫۹۱۷۴ | ۳۴۵        | ۱۲ دقیقه و ۲ ثانیه      |      |
| ۱۴۱   | ۲۲  | خورشیدگرفتگی ۴ ژانویه ۱۹۹۲         | ۲۳:۰۵:۳۷                          | حلقه‌ای | 1N 169.7W                | ۰٫۴۰۹۱  | ۰٫۹۱۷۹ | ۳۴۰        | ۱۱ دقیقه و ۴۱ ثانیه     |      |
| ۱۴۱   | ۲۳  | خورشیدگرفتگی ۱۵ ژانویه ۲۰۱۰        | ۷:۰۷:۳۹                           | حلقه‌ای | 1.6N 69.3E               | ۰٫۴۰۰۲  | ۰٫۹۱۹  | ۳۳۳        | ۱۱ دقیقه و ۸ ثانیه      |      |
| ۱۴۱   | ۲۴  | خورشیدگرفتگی ۲۶ ژانویه ۲۰۲۸ میلادی | ۱۵:۰۸:۵۹                          | حلقه‌ای | 3N 51.5W                 | ۰٫۳۹۰۱  | ۰٫۹۲۰۸ | ۳۲۳        | ۱۰ دقیقه و ۲۷ ثانیه     |      |
| ۱۴۱   | ۲۵  | خورشیدگرفتگی ۵ فوریه ۲۰۴۶          | ۲۳:۰۶:۲۶                          | حلقه‌ای | 4.8N 171.4W              | ۰٫۳۷۶۵  | ۰٫۹۲۳۲ | ۳۱۰        | ۹ دقیقه و ۴۲ ثانیه      |      |
| ۱۴۱   | ۲۶  | خورشیدگرفتگی ۱۷ فوریه ۲۰۶۴         | ۷:۰۰:۲۳                           | حلقه‌ای | 7N 69.7E                 | ۰٫۳۵۹۷  | ۰٫۹۲۶۲ | ۲۹۵        | ۸ دقیقه و ۵۶ ثانیه      |      |
| ۱۴۱   | ۲۷  | خورشیدگرفتگی ۲۷ فوریه ۲۰۸۲         | ۱۴:۴۷:۰۰                          | حلقه‌ای | 9.4N 47.1W               | ۰٫۳۳۶۱  | ۰٫۹۲۹۸ | ۲۷۷        | ۸ دقیقه و ۱۲ ثانیه      |      |
| ۱۴۱   | ۲۸  | خورشیدگرفتگی ۱۰ مارس ۲۱۰۰          | ۲۲:۲۸:۱۱                          | حلقه‌ای | 12N 162.4W               | ۰٫۳۰۷۷  | ۰٫۹۳۳۸ | ۲۵۷        | ۷ دقیقه و ۲۹ ثانیه      |      |
| ۱۴۱   | ۲۹  | ۲۲ مارس ۲۱۱۸                       | ۶:۰۰:۵۵                           | حلقه‌ای | 14.3N 84.7E              | ۰٫۲۷۱۹  | ۰٫۹۳۸۲ | ۲۳۷        | ۶ دقیقه و ۵۰ ثانیه      |      |
| ۱۴۱   | ۳۰  | ۱ آوریل ۲۱۳۶                       | ۱۳:۲۶:۱۹                          | حلقه‌ای | 16.5N 26W                | ۰٫۲۲۹۵  | ۰٫۹۴۳  | ۲۱۶        | ۶ دقیقه و ۱۴ ثانیه      |      |
| ۱۴۱   | ۳۱  | ۱۲ آوریل ۲۱۵۴                      | ۲۰:۴۳:۰۱                          | حلقه‌ای | 18.2N 134.2W             | ۰٫۱۷۹۴  | ۰٫۹۴۷۸ | ۱۹۵        | ۵ دقیقه و ۴۲ ثانیه      |      |
| ۱۴۱   | ۳۲  | ۲۳ آوریل ۲۱۷۲                      | ۳:۵۳:۱۵                           | حلقه‌ای | 19.2N 119.6E             | ۰٫۱۲۳۴  | ۰٫۹۵۲۸ | ۱۷۴        | ۵ دقیقه و ۱۲ ثانیه      |      |
| ۱۴۱   | ۳۳  | ۴ مه ۲۱۹۰                          | ۱۰:۵۶:۳۰                          | حلقه‌ای | 19.4N 15.4E              | ۰٫۰۶۰۸  | ۰٫۹۵۷۷ | ۱۵۴        | ۴ دقیقه و ۴۵ ثانیه      |      |
| ۱۴۱   | ۳۴  | ۱۵ مه ۲۲۰۸                         | ۱۷:۵۳:۰۶                          | حلقه‌ای | 18.7N 87W                | -۰٫۰۰۸  | ۰٫۹۶۲۵ | ۱۳۶        | ۴ دقیقه و ۱۹ ثانیه      |      |
| ۱۴۱   | ۳۵  | ۲۷ مه ۲۲۲۶                         | ۰:۴۵:۱۱                           | حلقه‌ای | 16.8N 171.5E             | -۰٫۰۸۱  | ۰٫۹۶۷  | ۱۱۹        | ۳ دقیقه و ۵۵ ثانیه      |      |
| ۱۴۱   | ۳۶  | ۶ ژوئن ۲۲۴۴                        | ۷:۳۳:۱۲                           | حلقه‌ای | 13.8N 70.7E              | -۰٫۱۵۸۱ | ۰٫۹۷۱۲ | ۱۰۵        | ۳ دقیقه و ۳۱ ثانیه      |      |
| ۱۴۱   | ۳۷  | ۱۷ ژوئن ۲۲۶۲                       | ۱۴:۱۹:۱۵                          | حلقه‌ای | 9.8N 30.2W               | -۰٫۲۳۷۷ | ۰٫۹۷۵  | ۹۲         | ۳ دقیقه و ۸ ثانیه       |      |
| ۱۴۱   | ۳۸  | ۲۷ ژوئن ۲۲۸۰                       | ۲۱:۰۳:۲۱                          | حلقه‌ای | 4.6N 131.2W              | -۰٫۳۱۹۷ | ۰٫۹۷۸۴ | ۸۱         | ۲ دقیقه و ۴۵ ثانیه      |      |
| ۱۴۱   | ۳۹  | ۹ ژوئیه ۲۲۹۸                       | ۳:۴۹:۰۲                           | حلقه‌ای | 1.4S 126.5E              | -۰٫۴۰۱۲ | ۰٫۹۸۱۱ | ۷۳         | ۲ دقیقه و ۲۳ ثانیه      |      |
| ۱۴۱   | ۴۰  | ۲۰ ژوئیه ۲۳۱۶                      | ۱۰:۳۶:۱۸                          | حلقه‌ای | 8.1S 23.1E               | -۰٫۴۸۱۹ | ۰٫۹۸۳۴ | ۶۷         | ۲ دقیقه و ۳ ثانیه       |      |
| ۱۴۱   | ۴۱  | ۳۱ ژوئیه ۲۳۳۴                      | ۱۷:۲۶:۳۳                          | حلقه‌ای | 15.6S 81.8W              | -۰٫۵۶۰۸ | ۰٫۹۸۵۱ | ۶۴         | ۱ دقیقه و ۴۵ ثانیه      |      |
| ۱۴۱   | ۴۲  | ۱۱ اوت ۲۳۵۲                        | ۰:۲۱:۳۵                           | حلقه‌ای | 23.6S 171.2E             | -۰٫۶۳۶۶ | ۰٫۹۸۶۲ | ۶۳         | ۱ دقیقه و ۳۲ ثانیه      |      |
| ۱۴۱   | ۴۳  | ۲۲ اوت ۲۳۷۰                        | ۷:۲۲:۲۱                           | حلقه‌ای | 32S 62E                  | -۰٫۷۰۸۲ | ۰٫۹۸۶۷ | ۶۶         | ۱ دقیقه و ۲۲ ثانیه      |      |
| ۱۴۱   | ۴۴  | ۱ سپتامبر ۲۳۸۸                     | ۱۴:۳۰:۲۵                          | حلقه‌ای | 40.7S 50.1W              | -۰٫۷۷۴۴ | ۰٫۹۸۶۷ | ۷۳         | ۱ دقیقه و ۱۵ ثانیه      |      |
| ۱۴۱   | ۴۵  | ۱۲ سپتامبر ۲۴۰۶                    | ۲۱:۴۵:۲۳                          | حلقه‌ای | 49.6S 165.5W             | -۰٫۸۳۵۶ | ۰٫۹۸۶۲ | ۸۸         | ۱ دقیقه و ۱۱ ثانیه      |      |
| ۱۴۱   | ۴۶  | ۲۳ سپتامبر ۲۴۲۴                    | ۵:۰۹:۴۶                           | حلقه‌ای | 58.6S 74.1E              | -۰٫۸۸۹۶ | ۰٫۹۸۵۳ | ۱۱۴        | ۱ دقیقه و ۸ ثانیه       |      |
| ۱۴۱   | ۴۷  | ۴ اکتبر ۲۴۴۲                       | ۱۲:۴۳:۰۰                          | حلقه‌ای | 67.2S 54.7W              | -۰٫۹۳۷۱ | ۰٫۹۸۳۸ | ۱۶۶        | ۱ دقیقه و ۸ ثانیه       |      |
| ۱۴۱   | ۴۸  | ۱۴ اکتبر ۲۴۶۰                      | ۲۰:۲۵:۵۷                          | حلقه‌ای | 73.9S 156.1E             | -۰٫۹۷۷۵ | ۰٫۹۸۱۷ | ۳۲۸        | ۱ دقیقه و ۹ ثانیه       |      |
| ۱۴۱   | ۴۹  | ۲۶ اکتبر ۲۴۷۸                      | ۴:۱۸:۲۲                           | جزئی   | 71S 13.3W                | -1.0109 | 0.9645 |            |                         |      |
| ۱۴۱   | ۵۰  | ۵ نوامبر ۲۴۹۶                      | ۱۲:۲۰:۲۳                          | جزئی   | 70.2S 146.4W             | -1.0373 | 0.9173 |            |                         |      |
| ۱۴۱   | ۵۱  | ۱۷ نوامبر ۲۵۱۴                     | ۲۰:۳۱:۲۲                          | جزئی   | 69.3S 78.9E              | -1.0572 | 0.8818 |            |                         |      |
| ۱۴۱   | ۵۲  | ۲۸ نوامبر ۲۵۳۲                     | ۴:۴۹:۲۶                           | جزئی   | 68.3S 57W                | -1.0722 | 0.8553 |            |                         |      |
| ۱۴۱   | ۵۳  | ۹ دسامبر ۲۵۵۰                      | ۱۳:۱۵:۴۱                          | جزئی   | 67.2S 165.7E             | -1.0815 | 0.839  |            |                         |      |
| ۱۴۱   | ۵۴  | ۱۹ دسامبر ۲۵۶۸                     | ۲۱:۴۷:۰۱                          | جزئی   | 66.2S 27.6E              | -1.0877 | 0.8284 |            |                         |      |
| ۱۴۱   | ۵۵  | ۳۱ دسامبر ۲۵۸۶                     | ۶:۲۳:۲۶                           | جزئی   | 65.1S 111.3W             | -1.0903 | 0.8243 |            |                         |      |
| ۱۴۱   | ۵۶  | ۱۱ ژانویه ۲۶۰۵                     | ۱۵:۰۱:۰۶                          | جزئی   | 64.2S 110E               | -1.0928 | 0.8207 |            |                         |      |
| ۱۴۱   | ۵۷  | ۲۲ ژانویه ۲۶۲۳                     | ۲۳:۴۱:۲۴                          | جزئی   | 63.3S 29.1W              | -1.0937 | 0.8199 |            |                         |      |
| ۱۴۱   | ۵۸  | ۲ فوریه ۲۶۴۱                       | ۸:۲۰:۰۴                           | جزئی   | 62.6S 167.5W             | -1.0971 | 0.815  |            |                         |      |
| ۱۴۱   | ۵۹  | ۱۳ فوریه ۲۶۵۹                      | ۱۶:۵۷:۱۵                          | جزئی   | 62S 54.6E                | -1.102  | 0.8073 |            |                         |      |
| ۱۴۱   | ۶۰  | ۲۴ فوریه ۲۶۷۷                      | ۱:۲۹:۵۵                           | جزئی   | 61.6S 81.9W              | -1.1113 | 0.7915 |            |                         |      |
| ۱۴۱   | ۶۱  | ۷ مارس ۲۶۹۵                        | ۹:۵۸:۵۶                           | جزئی   | 61.3S 142.5E             | -1.1242 | 0.7693 |            |                         |      |
| ۱۴۱   | ۶۲  | ۱۸ مارس ۲۷۱۳                       | ۱۸:۲۱:۳۲                          | جزئی   | 61.2S 8.6E               | -1.1428 | 0.7362 |            |                         |      |
| ۱۴۱   | ۶۳  | ۳۰ مارس ۲۷۳۱                       | ۲:۳۸:۱۴                           | جزئی   | 61.2S 123.8W             | -1.1669 | 0.6925 |            |                         |      |
| ۱۴۱   | ۶۴  | ۹ آوریل ۲۷۴۹                       | ۱۰:۴۷:۴۷                          | جزئی   | 61.5S 105.6E             | -1.1976 | 0.6362 |            |                         |      |
| ۱۴۱   | ۶۵  | ۲۰ آوریل ۲۷۶۷                      | ۱۸:۵۱:۲۰                          | جزئی   | 61.8S 23.6W              | -1.2335 | 0.5694 |            |                         |      |
| ۱۴۱   | ۶۶  | ۱ مه ۲۷۸۵                          | ۲:۴۷:۰۴                           | جزئی   | 62.3S 151W               | -1.2764 | 0.4886 |            |                         |      |
| ۱۴۱   | ۶۷  | ۱۲ مه ۲۸۰۳                         | ۱۰:۳۷:۲۰                          | جزئی   | 63S 82.7E                | -1.3244 | 0.3976 |            |                         |      |
| ۱۴۱   | ۶۸  | ۲۲ مه ۲۸۲۱                         | ۱۸:۲۱:۰۱                          | جزئی   | 63.8S 42W                | -1.3779 | 0.2949 |            |                         |      |
| ۱۴۱   | ۶۹  | ۳ ژوئن ۲۸۳۹                        | ۲:۰۱:۱۷                           | جزئی   | 64.6S 166.2W             | -1.435  | 0.1847 |            |                         |      |
| ۱۴۱   | ۷۰  | ۱۳ ژوئن ۲۸۵۷                       | ۹:۳۵:۰۵                           | جزئی   | 65.5S 70.9E              | -1.4973 | 0.0637 |            |                         |      |